# Doin' Time on Planet Earth
Pour plus de détails, voir Fiche technique et Distribution.
Doin' Time on Planet Earth (Doin' Time on Planet Earth) est une comédie de science-fiction américaine réalisé par Charles Matthau, sortie en 1988.

## Synopsis
Ryan Richmond est un adolescent solitaire. Son frère va bientôt se marier mais Ryan redoute d'avoir à s'y rendre seul et subir les quolibets de sa famille. Pour trouver une cavalière l'accompagnant, il s'inscrit à un service de rencontre. Alors qu'il rentre les renseignements le concernant dans l'ordinateur qui devra lui trouver un profil compatible, l'ordinateur connaît quelques ratés et lui indique qu'il est un extraterrestre. Ryan est perturbé par cette révélation, au point de finir par y croire et de se créer toute une histoire expliquant sa présence sur Terre…

## Fiche technique
- Titre : Doin' Time on Planet Earth
- Titre original : Doin' Time on Planet Earth
- Réalisation : Charles Matthau
- Scénario : Darren Star, Andrew Licht, Jeffrey A. Mueller
- Production : Menahem Golan, Yoram Globus, Richard Connor, Karen Koch
- Musique : Dana Kaproff
- Photographie : Tim Suhrstedt
- Montage : Alan Balsam, Sharyn L. Ross
- Direction artistique : Curtis A. Schnell
- Chef décorateur : Colin D. Irwin, Douglas A. Mowat
- Costumes : Reve Richards
- Pays d'origine : États-Unis
- Langue : anglais
- Genre : comédie/science-fiction
- Durée : 85 minutes

## Distribution
- Nicholas Strouse : Ryan Richmond
- Andrea Thompson : Lisa Winston
- Martha Scott : Virginia Camalier
- Adam West : Charles Pinsky
- Timothy Patrick Murphy : Jeff Richmond
- Gloria Henry : Mary Richmond
- Hugh O'Brian : Richard Camalier
- Roddy McDowall : pasteur
- Maureen Stapleton : vendeuse
- Kellie Martin : Sheila
- Charles Matthau : apparition

## Distinctions

### Nomination
- Saturn Award 1990 : 
  - Meilleur réalisateur (Charles Matthau)